# NGC 6713
NGC 6713 este o galaxie situată în constelația Lira. A fost descoperită în 3 august 1864 de către Albert Marth.